# ميديا فوريست
ميديا فوريست (بالإنجليزية: Media Forest)‏ هو مجهز خدمة إسرائيلي لمراقبة البث في صناعة الموسيقى تأسست في سنة 2005، ويقع مقرها في بلدة نتانيا في إسرائيل، هذه الشركة مختصة بمراقبة البث والقنوات من الردايو والتلفاز، وقد أصبح لهذه الشركة فروع في كل من فرنسا و الأرجنتين و مولدوفيا و بلجيكا و رومانيا و بلغاريا و اليونان و سويسرا، تقوم هذه الشركة أيضاً بطرح أفضل التسجيلات من الأغاني والألبومات في إسرائيل.

## وصلات خارجية
- الموقع الرسمي